# Deprisa, deprisa
Deprisa, deprisa és una pel·lícula dirigida per Carlos Saura el 1981. Explica la història d'una banda de delinqüents juvenils de l'extraradi madrileny de l'època de la transició, que supleixen la manca d'expectatives pels diners fàcils i les drogues.

## Argument
La pel·lícula narra la història de quatre amics, especialment la de la parella formada per Ángela i Pablo, la majoria d'ells provinents d'un ambient marginal i que troben diversió en els robatoris a mà armada, robatoris que a poc a poc es van convertint en cops més grans i arriscats.
Mentrestant, tots quatre porten una vida apàtica, i únicament es dediquen a veure passar el temps, gaudir de la seva companyia i utilitzar les drogues com a via d'escapament. Un reflex clar de l'impacte i generalització de l'ús de l'heroïna a l'Espanya de finals dels anys 1970 i principis dels anys 1980.

## Repartiment
La pel·lícula es va fer amb actors no professionals de l'àrea de Villaverde, al sud de Madrid. Dos dels actors principals van ser arrestats durant el rodatge per diferents delictes, fet que causà un gran enrenou mediàtic.
- Berta Socuéllamos Zarco: Ángela
- José Antonio Valdelomar: Pablo
- Jesus Arias Aranzueque: Meca
- José María Hervás Roldán: Sebas
- María del Mar Serrano: María
- Consuelo Pascual: àvia de Pablo
- Lucio Fernández Felipe: Julio

## Producció
Amb aquesta pel·lícula, anàloga a la de l'època franquista Los golfos, Carlos Saura ens mostra el canvi sociopolític i econòmic produït entre els vint anys que separen ambdues històries: els maletillas d'abans ara són drogoaddictes i gent a la deriva.
| «                                                     | En el cas de Deprisa, deprisa, feia temps que volia fer un documental reconstruït sobre aquest tipus de jovent, aquests delinqüents: gent tan normal com nosaltres mateixos, que són un problema que ens concerneix a tots. Va ser recollint un vast material periodístic quan, de cop, em vaig adonar que tenia a mà un tema vàlid per a un film, un film que he anat construint gradualment. | » |
| — Carlos Saura, director i guionista de la pel·lícula | |   |

Deprisa, deprisa va comptar amb un pressupost de 36 milions de pessetes (216.000 euros) i el seu rodatge va durar nou setmanes.

## Anàlisi
Deprisa, deprisa és un cru i trist retrat d'una generació que es troba en una cruïlla existencial, que lluita per trobar un camí en un ambient de transformació i revolució social, el de l'Espanya acabada de sortir de quaranta anys de dictadura i el seu camí cap a la democràcia. Aquesta és la dicotomia que es reflecteix en la imatge recurrent dels trens que travessen l'horitzó, una visió perenne del suburbi d'habitatge públic d'extraradi, on Pablo i Ángela viuen, una bifurcació visual que il·lustra, la seva marginalitat socioeconòmica i posa en evidència la seva fissura moral irreparable.
La pel·lícula copsa el desarrelament causat per un retard en el creixement moral, una generació perduda que ha assolit la majoria d'edat en un moment de profundes transformacions polítiques i culturals. La imprudència i la recerca d'emocions dels joves antiherois de Carlos Saura a Deprisa, Deprisa, ens mostra les cicatrius d'una vida viscuda en la perifèria, aïllada de la tirania institucional i el sentit de l'ordre heretat del franquisme i sistemàticament menyspreat per la seva associació amb la dictadura.
Carlos Saura va dir que era una pel·lícula romàntica, en el sentit històric de la paraula, com ho expressava la perspectiva del segle XIX: rebel·lia davant la societat i les seves regles. En la pel·lícula, els quatre protagonistes s'enfronten contra un sistema que rebutgen i els rebutja.

## Èxit
Deprisa, deprisa va ser molt ben acollida pel públic. A Madrid va tenir excel·lents crítiques i va ser l'èxit més gran del productor Elías Querejeta durant els seus quinze anys de col·laboració amb Carlos Saura. El 1981 va guanyar l'Os d'Or de Berlín. Tot i així, hi va haver alguns crítics que van valorar la pel·lícula com una de les pitjors de la cinematografia de Carlos Saura. També va ser el centre d'una gran polèmica. A França i a l'Alemanya occidental es va prohibir perquè consideraven que glorificava la violència i la cultura de les drogues. Posteriorment, però, va ser admesa, amb classificacions restrictives, en ambdós països.
A Espanya, el diari conservador ABC va criticar la pel·lícula pel seu realisme social i va acusar Saura de pagar els seus actors amb drogues dures. Saura va negar l'acusació dient que el seu repartiment estava format per delinqüents reals, entre ells Jesús Arias, àlies el Susi, que utilitzava permisos carceraris i que coneixia sistemes millors per obtenir les drogues, i José Antonio Valdelomar, un delinqüent que cometia atracaments habitualment.

## Premis i nominacions

### Premis
- 1981. Os d'Or